# Piet Ikelaar
Petrus Gerardus „Piet” Ikelaar (ur. 2 stycznia 1896 w Amstelveen, zm. 25 listopada 1992 w Zaandam) – holenderski kolarz torowy i szosowy, dwukrotny medalista olimpijski.

## Kariera
Największe sukcesy w karierze Piet Ikelaar osiągnął w 1920 roku, kiedy zdobył dwa medale podczas igrzysk olimpijskich w Antwerpii. Wspólnie z Fransem de Vrengiem zajął trzecie miejsce w wyścigu tandemów, ulegając jedynie Brytyjczykom i reprezentantom Związku Południowej Afryki. Brązowy medal zdobył także w wyścigu na 50 km, przegrywając tylko z Henrym George’em z Belgii i Brytyjczykiem Cyrilem Aldenem. Na tych samych igrzyskach wspólnie z kolegami z reprezentacji był szósty w drużynowym wyścigu na dochodzenie i drużynowej jeździe na czas na szosie, a indywidualny wyścig szosowy ukończył na ósmej pozycji. Kilkakrotnie zdobywał medale szosowych mistrzostw Holandii, w tym w latach 1923 i 1924 zwyciężał indywidualnie. Nigdy nie zdobył medalu na szosowych mistrzostwach świata.